# Răcășdia
Răcășdia is een Roemeense gemeente in het district Caraș-Severin.

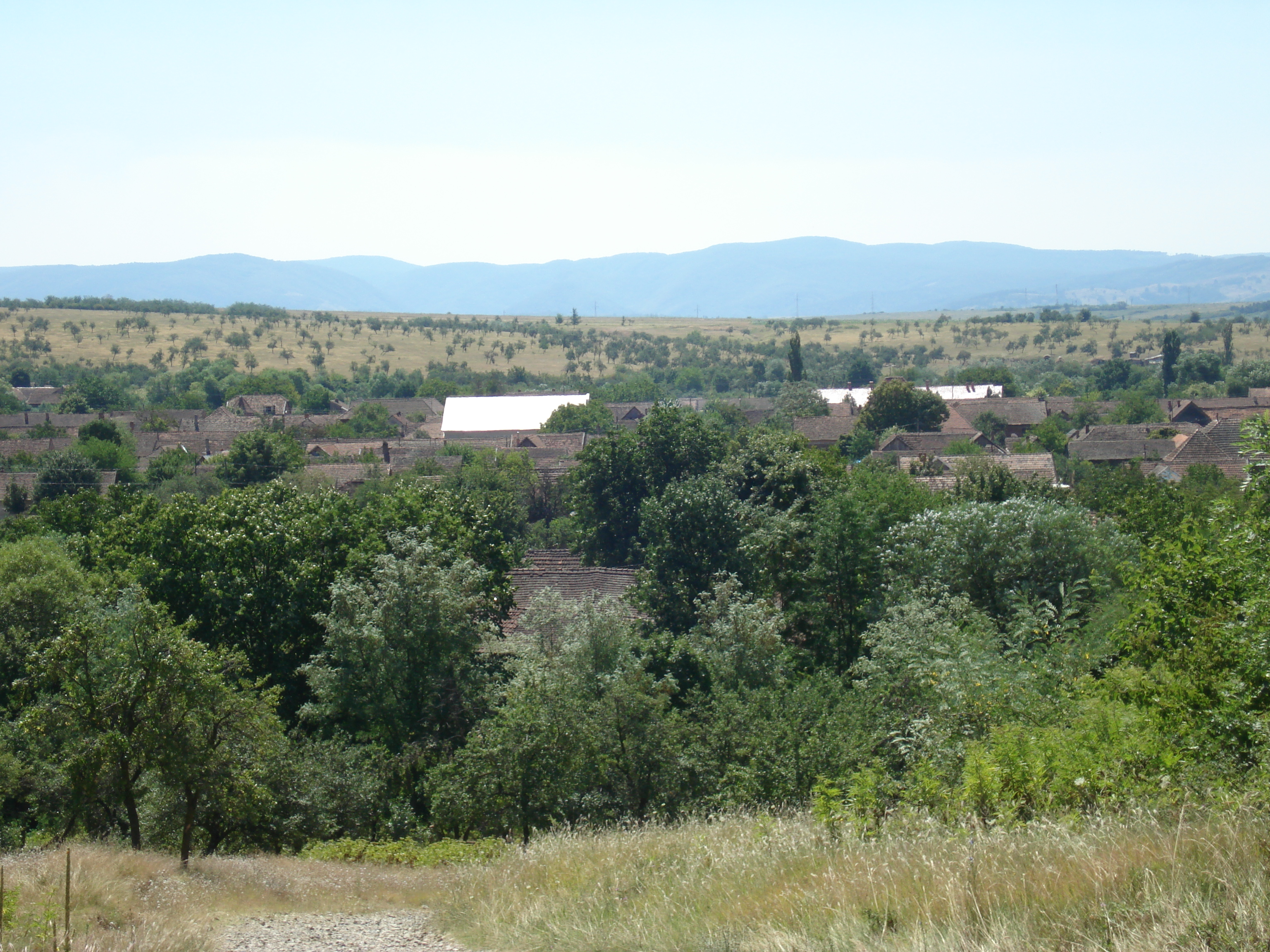
Răcășdia

Răcășdia telt 2053 inwoners.